# نبيل المقني
نبيل المقني (مواليد 29 سبتمبر 2001) هو لاعب كرة قدم محترف يشغل مركز المهاجم الصريح في صفوف نادي هيبار بازاردجيك ضمن الدوري البلغاري الممتاز. وُلد في فرنسا، ويمثل المنتخب التونسي دوليًا.

## المسيرة مع الأندية
في 9 يوليو 2023، انضم المقني إلى نادي سانجوليانو سيتي الإيطالي، الناشط في دوري الدرجة الرابعة الإيطالي.

## المسيرة الدولية
خاض المقني مباراته الدولية الأولى مع منتخب تونس لكرة القدم في 13 نوفمبر 2020، خلال لقاء ضمن تصفيات كأس الأمم الأفريقية 2021 أمام منتخب تنزانيا، حيث شارك بديلًا في الدقيقة 93 بدلًا من وهبي خزري.

## الإحصاءات الدولية
آخر تحديث المباريات 13 نوفمبر 2020.
| المنتخب الوطني | السنة | المباريات | الأهداف |
| -------------- | ----- | --------- | ------- |
| تونس           | 2020  | 2         | 0       |
| المجموع        |       | 2         | 0       |

## الإنجازات
المنتخبات
- منتخب تونس
  - التأهل إلى كأس الأمم الأفريقية 2021.